# Національний музей мистецтв імені Богдана та Варвари Ханенків
Національний музей мистецтв імені Богдана та Варвари Ханенків (неофіційна назва: Музей Ханенків, попередня назва: Київський музей західного та східного мистецтва) — музей світового мистецтва, що презентує найзначніші в Україні колекції мистецтва Європи, Азії та Давнього світу. Музей засновано в 1919 році відповідно до заповіту колекціонера Богдана Ханенка (1917) та дарчої його дружини Варвари Ханенко на ім'я Всеукраїнської академії наук (1918).
Основою колекції музею є художнє зібрання Богдана та Варвари Ханенків — українських колекціонерів та благодійників кінця 19 — початку 20 століття.
Фонди музею налічують більше 25 000 предметів. Близько 1000 вибраних артефактів експонується постійно.
Колекція музею включає оригінальні твори живопису європейських майстрів, як-от: Пітера Пауля Рубенса, Джентіле Белліні, Хуана Сурбарана, Жака-Луї Давіда, Франсуа Буше. Є збірки скульптури та прикладного мистецтва Європи, колекції красного й ужиткового мистецтва Ірану, Тибету, Китаю та Японії, невеликі збірки мистецтва давнього Єгипту, Давньої Греції та Риму.
Музей розміщено у центрі Києва у двох будинках кінця 19 століття по вулиці Терещенківській, які є пам'ятками історії та архітектури. В історичному будинку Ханенків працює постійна експозиція красного та ужиткового мистецтва Європи XIV—XVIII століть. Крім цього, в окремому залі цієї частини музею з 2004 року представлено унікальну збірку ранньовізантійських «синайських» ікон VI—VII століття. На першому поверсі дому експонуються твори мистецтва Давнього світу.
Друга будівля музею, розташована поряд, до 1919 року належала родині Сахновських, близьких родичів Ханенків. З 2006 року у цьому домі розміщено постійну експозицію мистецтва Азії. Чотири зали присвячено мистецтву буддизму, ісламу, а також Китаю та Японії.

## Історія

### Передісторія, 1874—1919
Історія музею сягає 1870-х років, коли Богдан Ханенко (1849—1917) знайомиться та згодом бере шлюб із Варварою Терещенко (1852—1922).
Богдан Ханенко — нащадок давнього українського роду Ханенків. Народився у селі Лотоки на Чернігівщині в родині шляхтича Івана Ханенка. Освіту здобув у Москві. Працював у Петербурзі, потім у Варшаві. Ще у Петербурзі Богдан Ханенко захопився мистецтвом старих майстрів. Наприкінці 1880-х років родина Ханенків оселяється в Києві. Богдан активно включається в культурне та суспільне життя міста, підприємницьку діяльність братів Терещенків. Ханенко очолює та успішно реалізує проект відкриття у Києві першого публічного музею (освячений у 1904 році). Передає новому закладові значну частину своєї колекції — зокрема, безцінну археологічну збірку.
Варвара Терещенко була старшою донькою українського підприємця та благодійника Ніколи Терещенка. Успадкувала від батьківської родини потяг до доброчинства та інтерес до мистецтва. Варвара Ханенко захоплювалася старим італійським живописом, майолікою, давньою українською іконою, народним мистецтвом. Наприкінці 19-го та перших десятиліттях XX століття спільно з іншими діячами і діячками української культури започаткувала кустарний рух, покликаний дати нове життя традиціям народного мистецтва.
Молоде подружжя Ханенків захопилося ідеєю власного художнього зібрання. Вони багато подорожували Європою, відвідували аукціони і приватні колекції. Керувалися порадами провідних знавців історії мистецтва. У результаті за 40 років пошуку Ханенки зібрали надзвичайно цінну колекцію мистецтва. На початку 20-го століття вона вважалася однією з найкращих приватних збірок мистецтва і старожитностей на території тогочасної імперії.
Коло колекціонерських зацікавлень Ханенків включало європейський живопис, скульптуру і прикладне мистецтво епох найвищого розквіту національних шкіл; раритетні взірці красного мистецтва й традиційних ремесел Західної, Південної та Східної Азії; мистецтво Стародавнього світу: Єгипту, Греції та Риму, руську й українську ікону, українське народне мистецтво, європейську та східну зброю, унікальні пам'ятки й цілі комплекси археології тощо.
Упродовж 1900-х років декілька тисяч предметів із власного зібрання Ханенки подарували до фондів першого публічного музею в Києві. Сьогодні ці твори входять до колекцій п'яти національних музеїв Києва.
Окремі частини свого зібрання Ханенки опублікували y каталогах 1899—1907 років: «Б. И. и В. Н. Ханенко. Собрание картин итальянской, испанской, фламандской и др. школ», «Древности русские. Кресты и образки», «Древности приднепровья», випуски 1—6.

Відкрити у Києві музей світового мистецтва — головна справа життя родини Ханенків. Про це, зокрема, свідчить заповіт Богдана Ханенка, підписаний у квітні 1917 року. У травні 1917 року Богдан помирає. У грудні 1918 року Варвара Ханенко складає та надсилає до Української академії наук «Заяву», якою безоплатно передає колекцію, будинок і книгозбірню у власність УАН. Однією з умов дарунку є неподільність подарованої колекції.

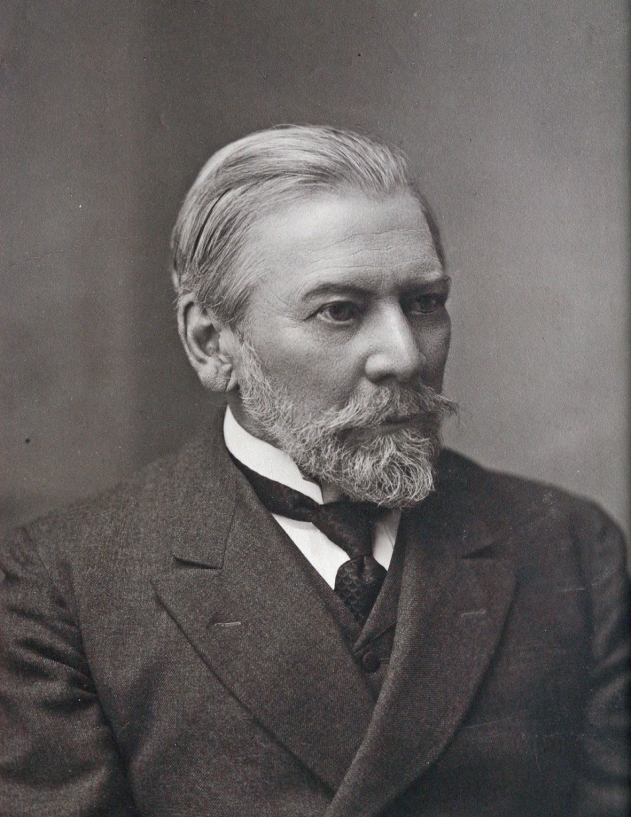
Богдан Ханенко, 1900-ті рр. З архіву НХМУ.
Варвара Ханенко. Фоторепродукція портрета пензля О. Харламова, 1896 р. З архіву Музею Ханенків
Червона вітальня будинку Ханенків. Фото початку 20-го століття
Фасад особняка родини Ханенків до 1891 року

### 1919—1945рр.

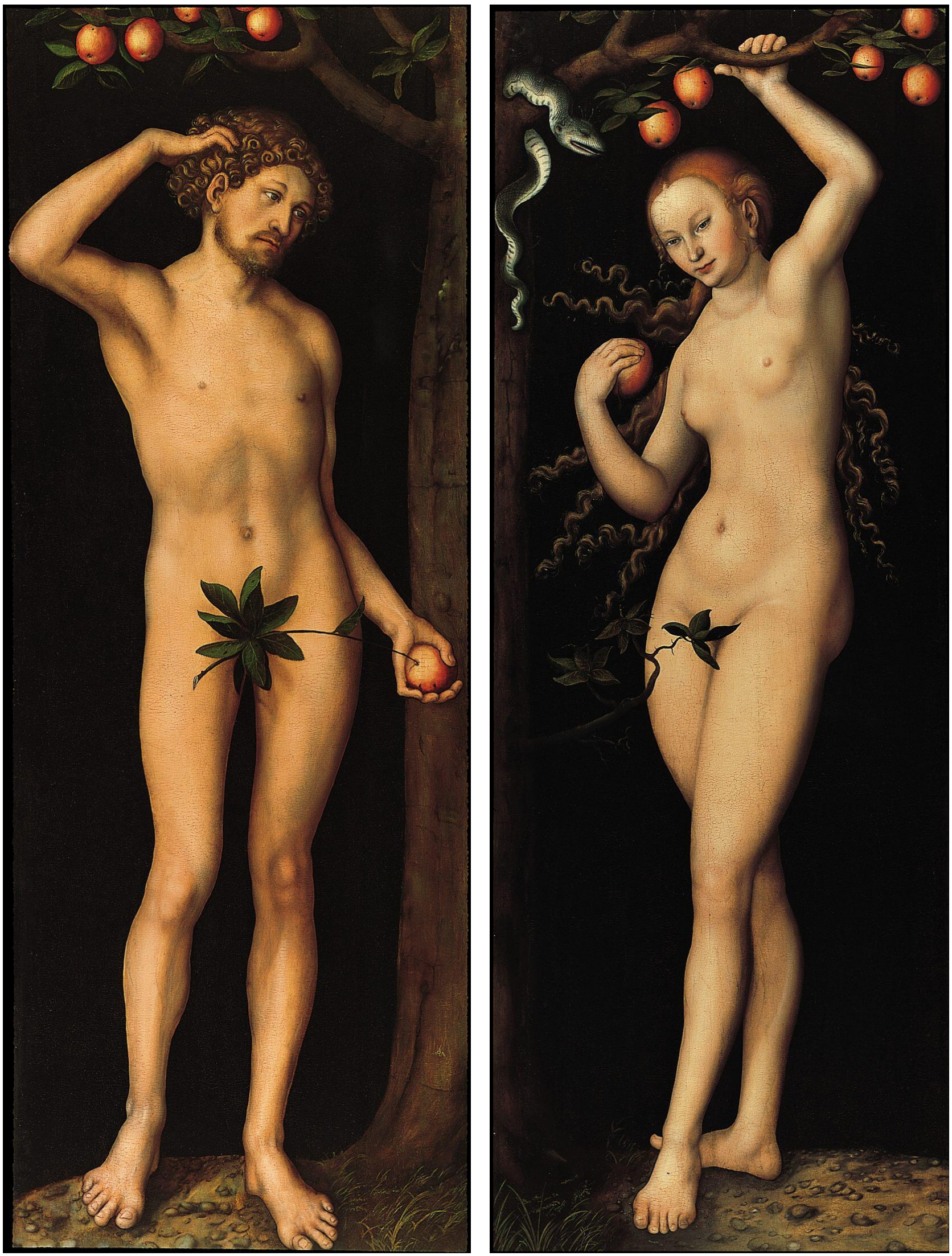
Картина Лукаса Кранаха старшого «Адам і Єва»

У червні 1919 року більшовицька влада Декретом Раднаркому УСРР націоналізує майно родини Ханенків. У домі Ханенків відкрито державний музей мистецтва. Першим упорядником музею стає мистецтвознавець та художник Георгій Лукомський (1884—1952). Разом із ним активну участь у створенні перших експозицій бере Варвара Ханенко. Завдяки підтримці української інтелігенції літня Варвара Ханенко добивається права і надалі мешкати при музеї. До кінця життя вона очолює Комітет музею. Утім, 1924 року, за два роки після смерті Варвари Ханенко, імена Ханенків прибрано з назви музею «за відсутності у Ханенка революційних заслуг перед пролетарською культурою».
На початку 1920-х років до новоствореного музею надходять твори мистецтва з інших націоналізованих шляхетських зібрань: Репніних, Браницьких, Гудим-Левковичів, Сахновських. 1921 року азійська колекція музею поповнюється великим (декілька сотень одиниць) зібранням археологічної кераміки Центральної Азії IX—XII століть (колекція Михаїла Столярова та інші). 1925 року за заповітом петербурзького колекціонера Василя Щавінського музей отримує унікальне зібрання творів майстрів північноєвропейських шкіл.
Українська радянська культурна еліта 1920-х років висунула ідею єдиного музейного фонду та перерозподілу музейних зібрань «за профілем». В ході реалізації цієї ідеї упродовж 1920—1930-х років із колекції музею до фондів інших київських музеїв було передано величезну частину ханенківського зібрання.
Декілька найбільш вартісних творів європейського та азійського мистецтва вилучили з музею у ході радянської кампанії з продажу музейних цінностей за кордон. Серед них французький гобелен зі сценою «Поклоніння волхвів» (1512), картини старих європейських майстрів, включно з диптихом «Адам і Єва» Лукаса Кранаха Старшого, зібрання золотих речей великокняжої доби, пам'ятки іранського мистецтва (срібна чаша 7-го століття і акваманіл у формі корови Зебу з телятком і хижаком XIII століття). Безпрецедентним є випадок, коли на початку 1930-х років українські культурні діячі запобігли вилученню перського килима XVI—XVII століття типу «герад». Колишній музей «енциклопедичного» художнього зібрання Ханенків набув значно вужчого профілю: музей «західного та східного мистецтва».
У другій половині 1930-х років Музейне містечко на території Києво-Печерської Лаври передає до музею цінні збірки культового мистецтва. У 1936 році — збірку пам'яток релігійного мистецтва Центральної Азії та Далекого Сходу. 1940 року — шедеври світового значення: чотири ранньовізантійські енкаустичні ікони VI—VII століття.
Улітку 1941 року, з початком воєнних дій на території Радянського Союзу, найціннішу частину музейного зібрання було евакуйовано до Уфи (тоді — Башкирська АРСР, тепер Башкортостан). З того, що залишилося у Києві, нацисти відібрали найцінніші твори, які вивезли з України при відступі 1943 року. Сьогодні музей докладає зусилля до пошуку і повернення вкрадених цінностей.
Музей розпочав оприлюднення фактів втрати творів мистецтва за часів окупації Києва нацистами. 1998 року вийшов друком каталог речей, пограбованих та вивезених із музею в 1941—1943 рр.

### 1945—1998рр.
У повоєнний період музейне зібрання збагатилося декількома цінними надходженнями. У 1950-х роках Таїсія Жаспар подарувала та продала музею понад 350 творів класичного китайського живопису, скульптури та прикладного мистецтва. 1969 року музей купив 41 твір культового мистецтва буддизму з колекції московського колекціонера Валеріана Велічка. Упродовж 1970-років музей систематично формував збірку японської скульптури нецке (близько 70 одиниць). Серед надходжень були картини художника зі США Рокуела Кента (1882—1971), що працював у жанрі реалістичного пейзажу.
З 1986 по 1998 роки музей було зачинено на капітальний ремонт.
У 1989 р. журнал «Наше Наследие» (№ 5) надрукував статтю про Богдана Ханенка з промовистою назвою «Забутий меценат».

### 1998—2024рр.

Сучасне лого музею

З приходом до музею нового менеджменту на чолі з директоркою Вірою Виноградовою в історії музею розпочинається епоха відновлення історичної пам'яті та інтенсивного розвитку. 1998 року у відреставрованому будинку Ханенків відкрито оновлені експозиції мистецтва Європи XIV—XIX століть. 1999 року імена засновників повернено до офіційної назви музею «Музей мистецтв імені Богдана та Варвари Ханенків».
2004 року в домі Ханенків відкрито постійну залу «синайських» ікон VI—VII століть. У 2018 році у приміщенні «Контори Ханенків» на першому поверсі дому було впорядковано експозицію мистецтва Стародавнього світу. У 2006 році в сусідньому будинку розпочала роботу перша в історії музею велика постійна експозиція мистецтва Азії. Цінними внесками до азійського зібрання музею стали дарунки 1990-х та 2000-х років від меценатів Галини Щербак, Василя Новицького, Олександра Фельдмана.
Перші десятиліття 21 століття — час активізації наукових досліджень колекції та історії музею. Формується нова філософія та практика освітньої роботі та музейних сервісів. Проведено перше масштабне дослідження з вивчення відвідувачів. Величезну увагу музей приділяє родинам, дітям та молоді. Розвивається інклюзивний напрямок: програми та послуги для людей з інвалідністю, програми для літніх людей, для малозабезпечених та безхатьків, батьків у декреті.
В 2024 році, музей Ханенків планує відкрити бібліотеку для відвідувачів, яка востаннє була доступна для широкого загалу у 1920-х роках.

## Колекція

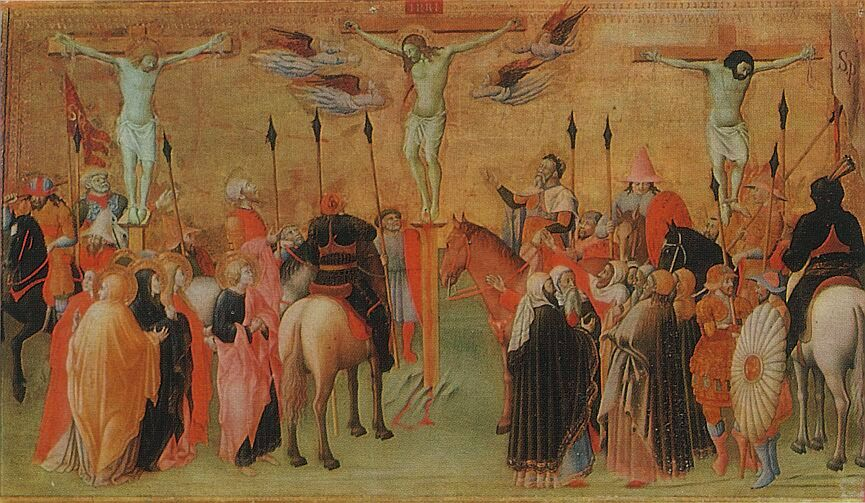
Маестро дель Оссерванца. «Голгофа»

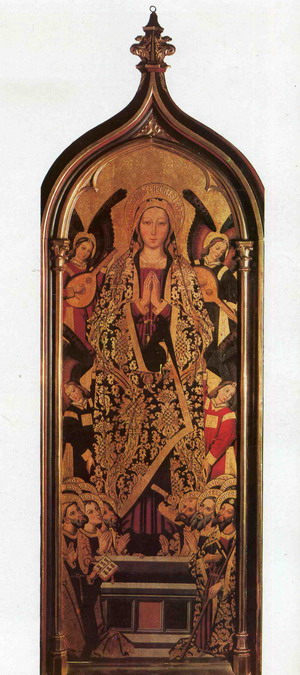
Вівтар, майстер із Арагону. 15 ст. Київ.

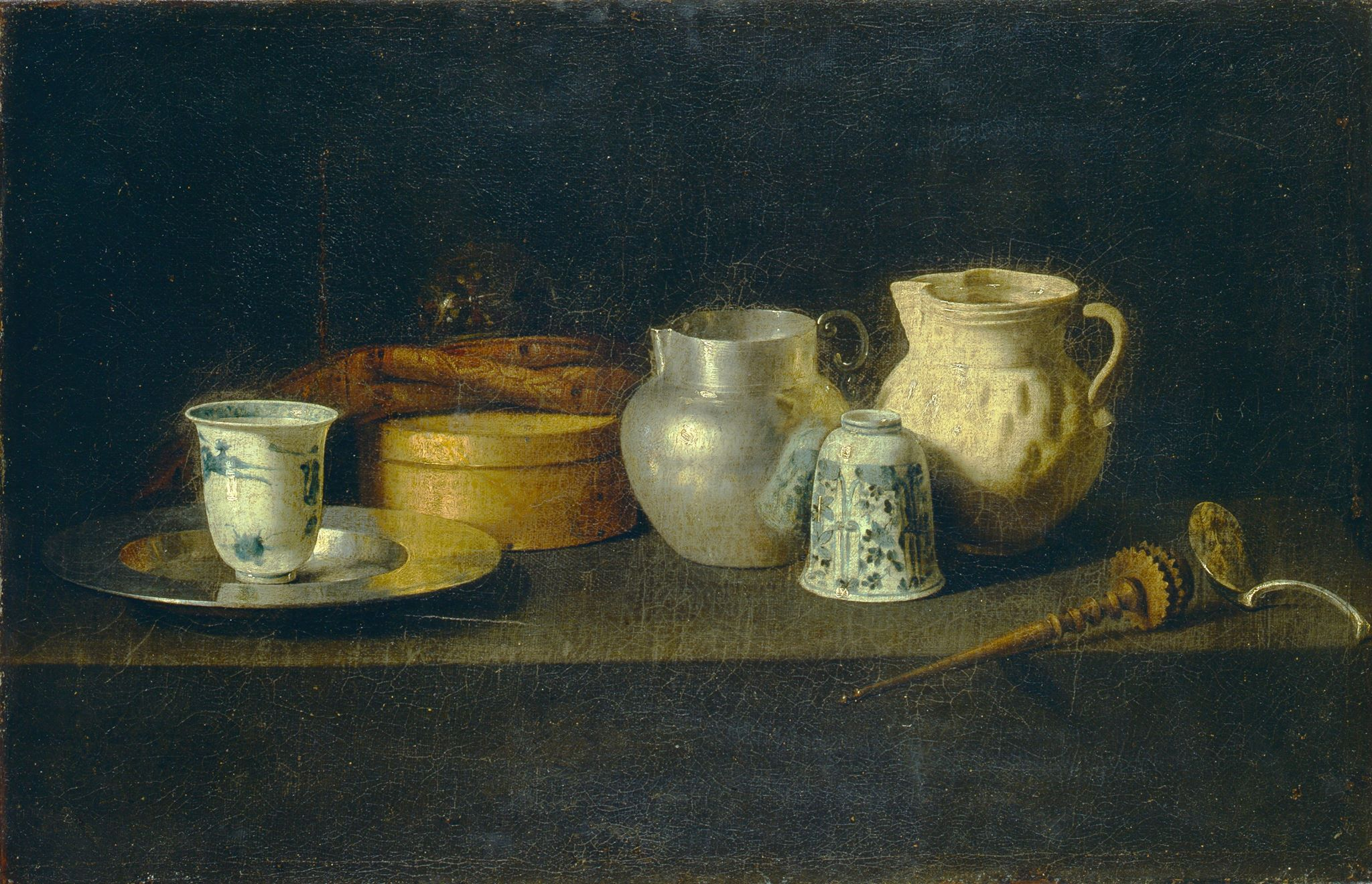
Хуан де Сурбаран. Натюрморт із млинком для шоколаду. Бл. 1640-х рр.

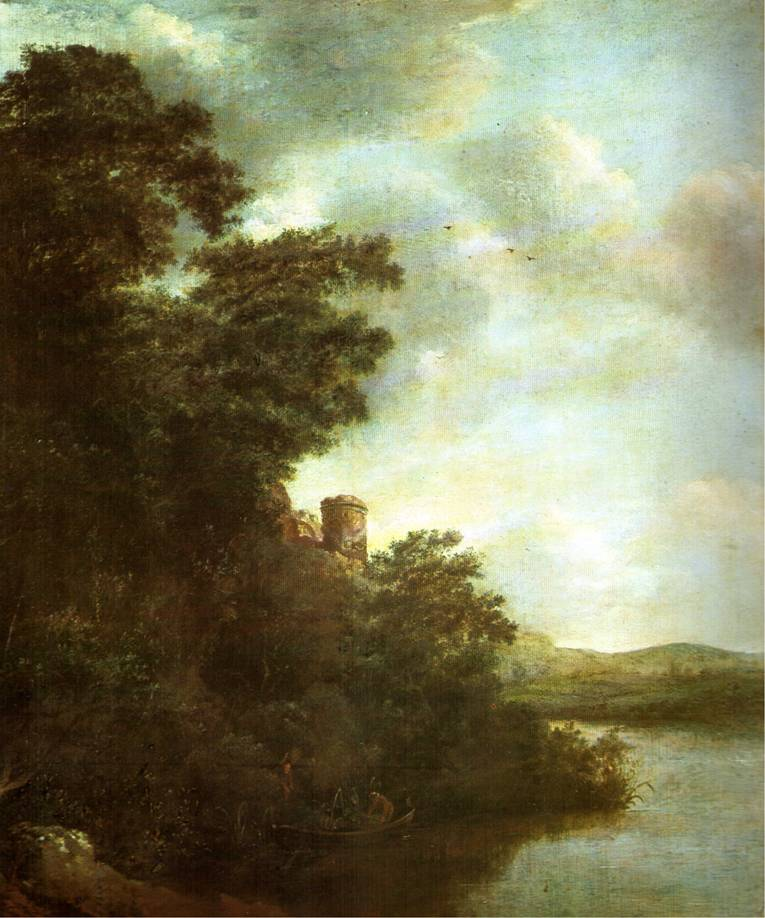
Якоб ван Рейсдал. Лісова річка, Музей Ханенків (кол. Музей західного та східного мистецтва), Київ, Україна

З часу заснування музею в 1919 році його зібрання збільшилося в декілька разів. Сьогодні воно охоплює збірки творів красного та ужиткового мистецтва Європи, Азії, Стародавнього світу, а також колекцію ранньовізантійських «синайських» ікон.
Європейське мистецтво представлене цінними збірками живопису, графіки, скульптури, декоративно-прикладних мистецтв Італії, Франції, Німеччини, Нідерландів та Іспанії XIV—XIX століть. Зокрема, до музейної колекції живопису належать роботи Якопо дель Селлайо («Орфей та Еврідіка»), Пітера Пауля Рубенса («Бог ріки Шельди, Кібела та богиня Антверпена»), Хуана де Сурбарана («Натюрморт зі збивачем для шоколаду»), Алессандро Маньяско («Поховання ченця»), П'єра Луї Гудро («Коханці (Блудний син із повією)»), Елізабет Віже-Лебрен («Портрет Станіслава-Августа Понятовського»), митців кіл Ієроніма Босха («Спокуса святого Антонія»), братів Белліні, Хуана Батісти Мартінеса де («Інфанта Маргарита»).
Серед творів європейської пластики особливу цінність мають середньовічна дерев'яна поліхромна скульптура, оригінальні роботи Антоніо Канови («Алегорія Миру») та Сари Бернар («Офелія»), Ніколаса Кордьє («Галатея». До музейної збірки європейської графіки входять твори Альбрехта Дюрера, Лукаса ван Лейдена, Рембрандта ван Рейна, Джованні Баттісти Піранезі, Франсіско Гойї. Серед творів декоративно-ужиткового мистецтва варто відзначити італійські меблі, колекції майоліки та порцеляни, лімозькі емалі та фламандські шпалери.
Мистецтво Азії представлене творами китайського, японського, буддійського мистецтва, а також мистецтва країн ісламу (Ірану, Туреччини, регіонів Центральної Азії та мавританської Іспанії).
Цінними частинами азійської колекції є збірки китайського живопису, кераміки (ритуальні статуетки доби Тан, зразки кам'яної кераміки доби Сун, порцеляни), виробів із бронзи, лаку і каменю, японських гравюр на дереві (укійо-е), цуба (художньо декорованих пластин, що встановлювались на традиційних мечах) і нецке (брелоків). Серед творів ісламського мистецтва особливої уваги заслуговують зразки іранської люстрованої кераміки та художнього металу, мініатюри, килими тощо. Мистецтво Тибету репрезентує збірка сакральної пластики, ритуальних предметів та живопису на сувоях (так званих тханка).
Колекція ранньовізантійських ікон включає чотири твори, виконані у VI—VII століттях, незадовго до початку іконоборчого руху: «Іоанн Предтеча» (VII ст.), «Богоматір із дитиною» (VI ст.), «Святі Сергій і Вакх» (VII ст.) та «Мученик та Мучениця» (VII ст.) Також у музеї представлені пізніші ікони з Візантії та Кіпру
Зібрання мистецтва Стародавнього світу представляє твори давньоєгипетської скульптури (зокрема «Бог Тот у образі павіана»), колекцію давньогрецької розписної і фігурної кераміки, етруську пластику, давньоримські портретні бюсти, вироби зі скла.

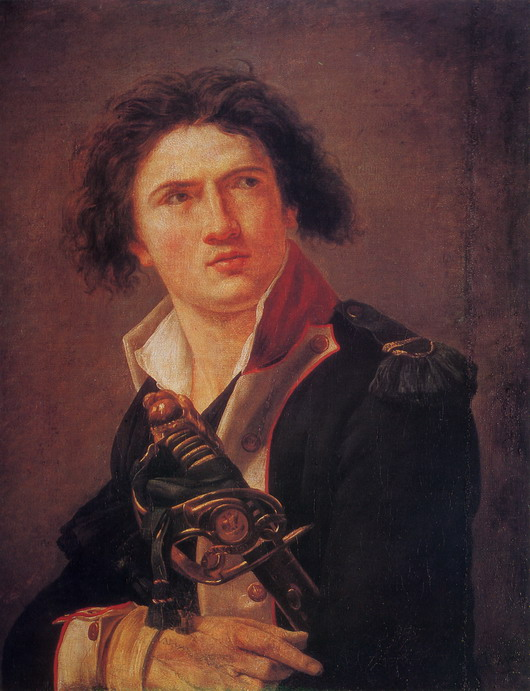
Жак-Луї Давід, «Портрет Лазаря Гоша», 1793 (?)
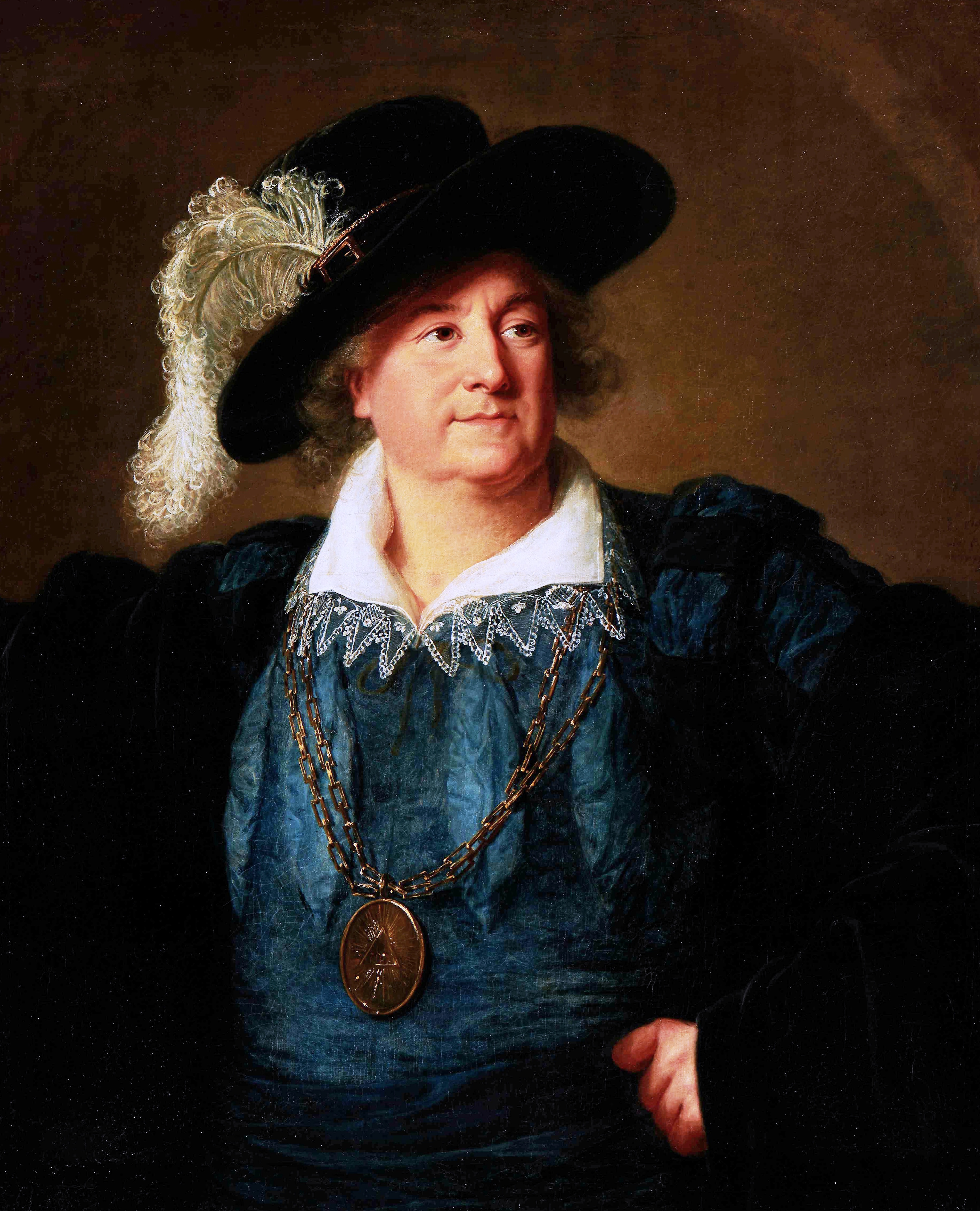
Худ. Елізабет Віже-Лебрен, Портрет Станіслава Понятовського ( в маскарадному вбранні ), 1797 р.
« Побажання щасливого родинного життя та щастя молодятам », Китай, провінція Янлюцин, кінець XIX ст., дереворит.« Побажання щасливого родинного життя та щастя молодятам », Китай, провінція Янлюцин, кінець XIX ст., дереворит.

## Галерея

### Картини художників Іспанії

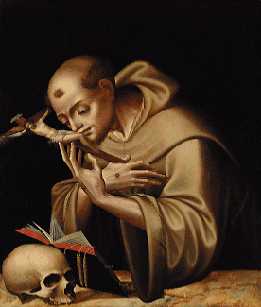
Луїс де Моралес (?). Святий Франциск
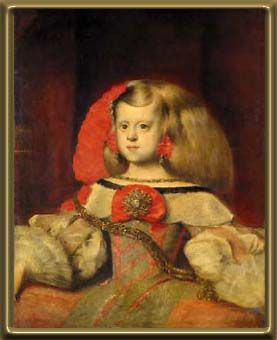
Майстерня Хуана Батісти Мартінеса де Масо. Портрет інфанти Маргарити
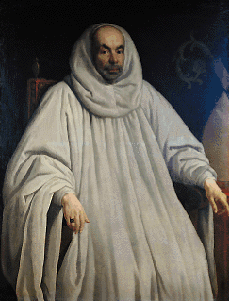
Коло Клаудіо Коельйо. Портрет прелата.

### Ранньовізантійські ікони (енкавстика)

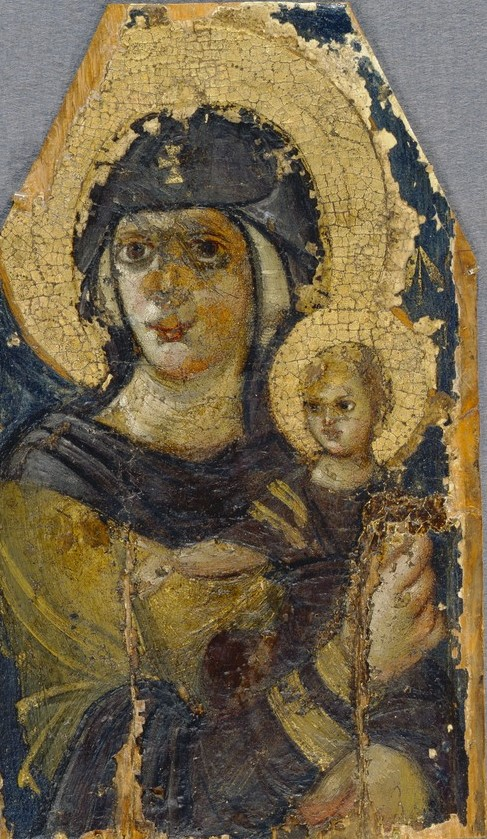
Богородиця з немовлям, VI ст.
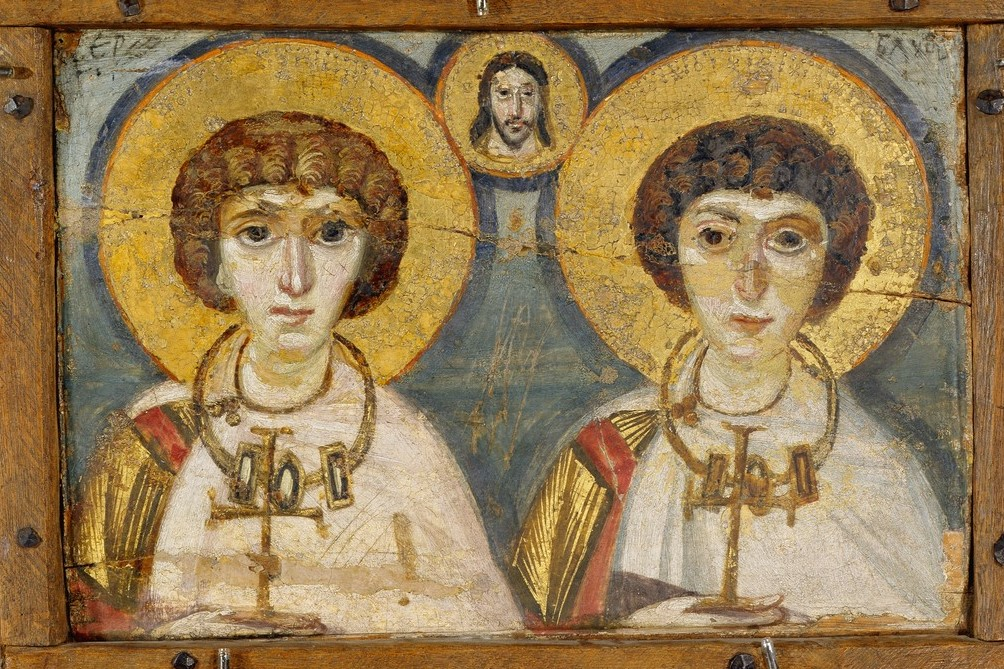
Святі Сергій та Вакх, VII ст.
Іоан Предтеча, VI ст.

### Картини

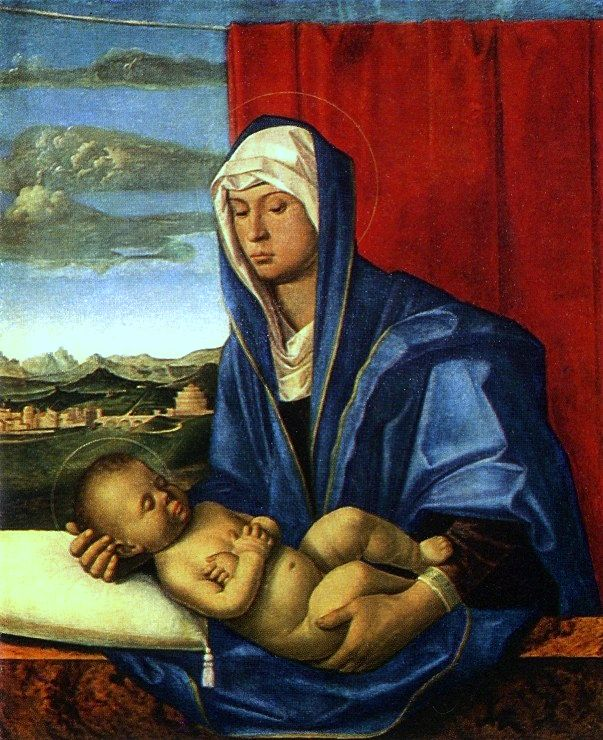
Коло Джованні Белліні. Мадонна з немовлям
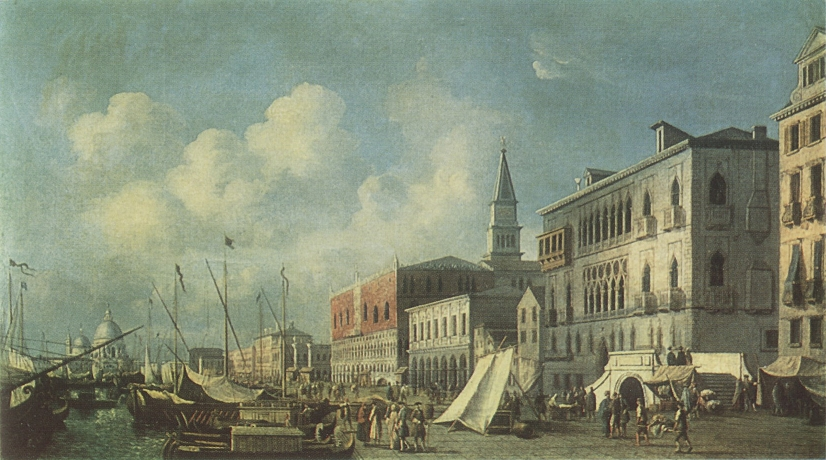
Франческо Тіроні. Набережна Ск'явоні у Венеції
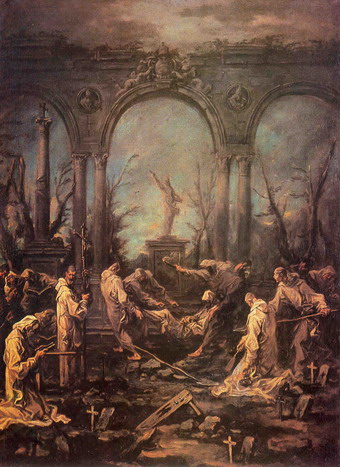
Алессандро Маньяско. «Поховання ченця» Початок XVIII ст.
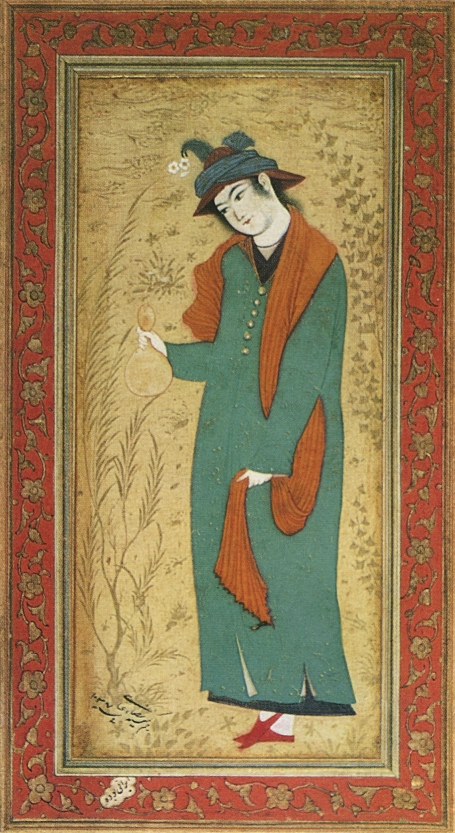
Реза Аббасі. Чашник (Портрет юнака). XVII століття
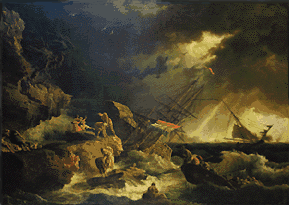
Клод Жозеф Верне, шторм на морі, XVIII століття

### Натюрморти

Гаспар Петер Вербрюгген молодший. «Квітковий натюрморт», початок 18 ст.Гаспар Петер Вербрюгген молодший. «Квітковий натюрморт», початок 18 ст.
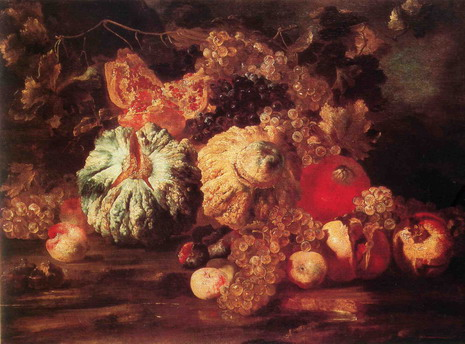
Джованні Баттіста Руопполо. «Натюрморт з динями»
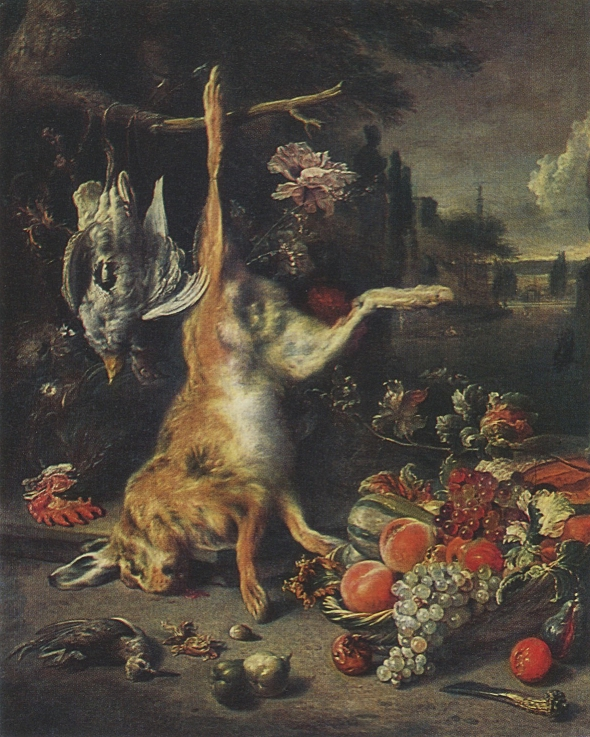
Ян Венікс. «Натюрморт»

### Голландські та фламандські майстри

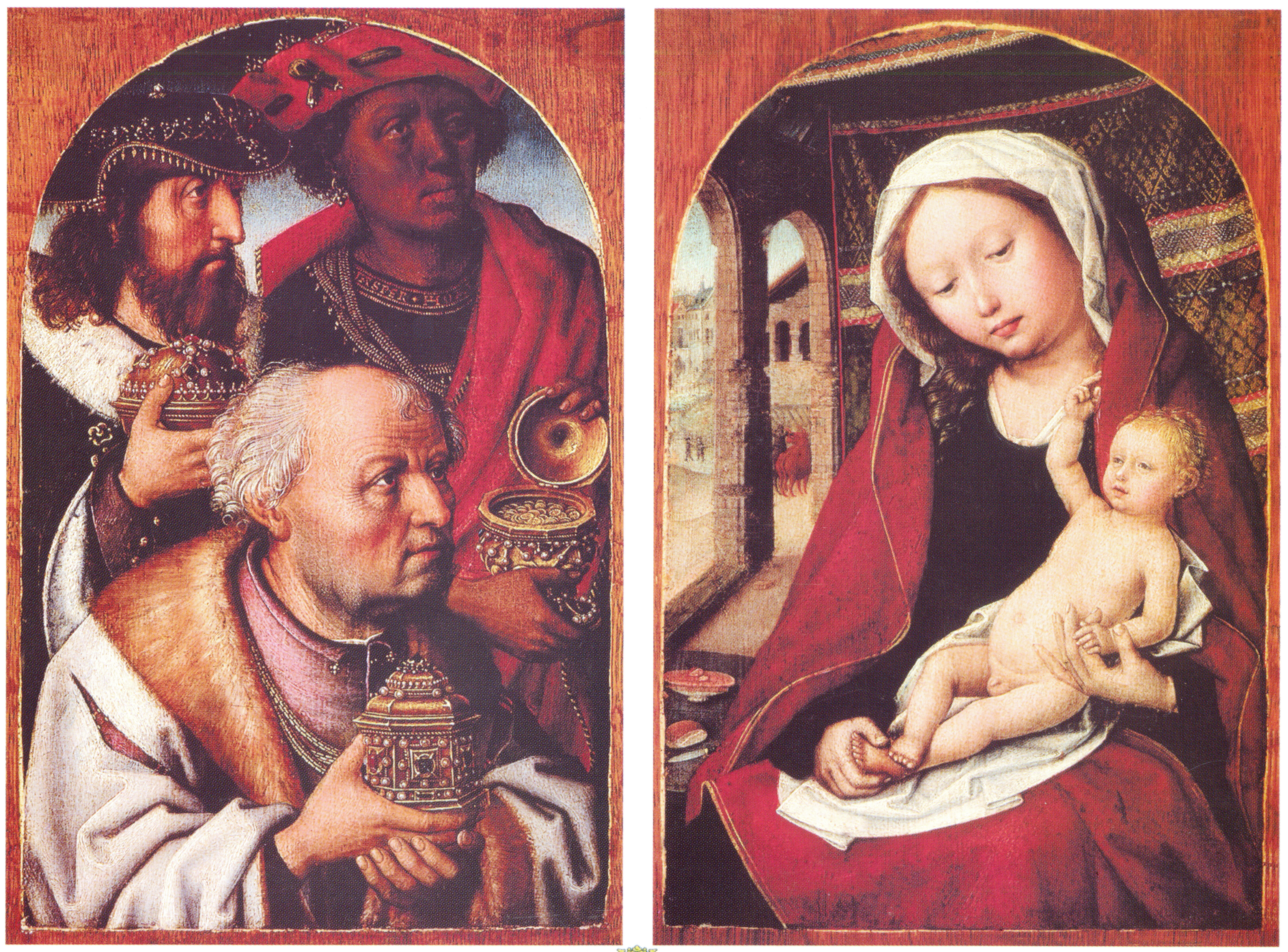
Майстер Ханенківського «Поклоніння волхвів». Диптих «Поклоніння волхвів».
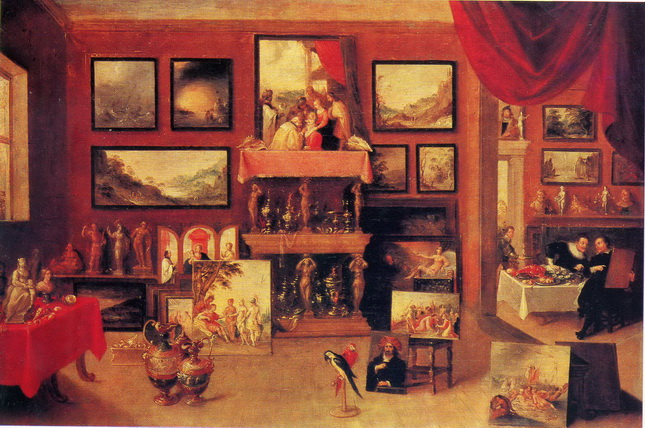
Франс Франкен II та майстерня. Кабінет аматора мистецтв. Перша половина XVII ст.
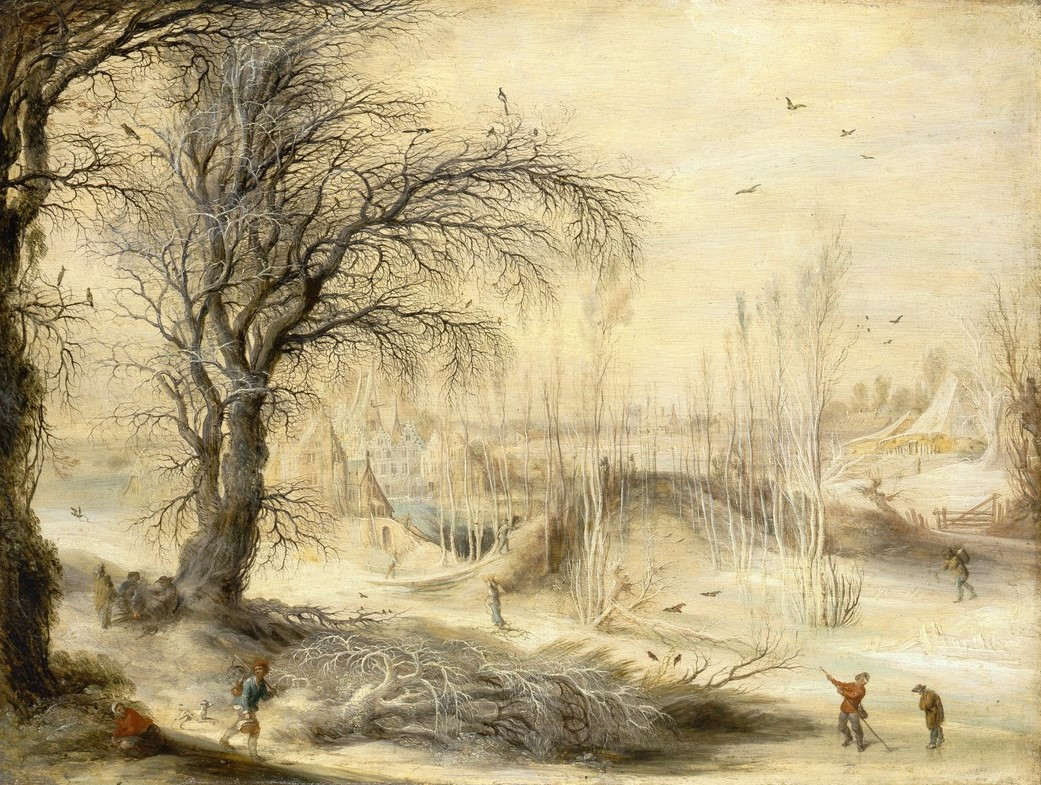
Гейсбрехт Лейтенс. Зимовий пейзаж. XVII століття

### Графіка

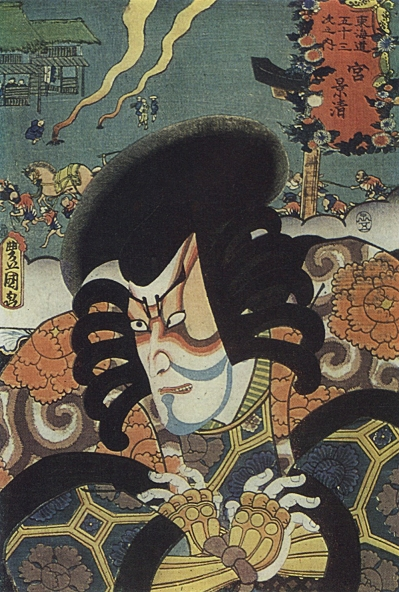
Андо Хіросіге. «Станція Мійя».
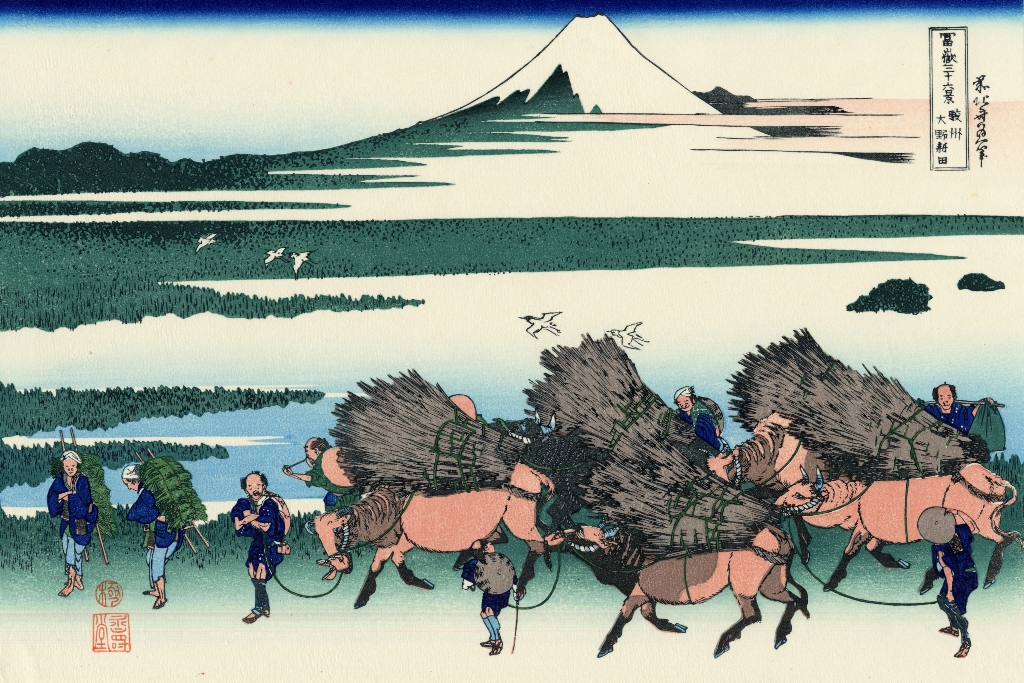
Кацусіка Хокусай. «Село Оно Сіндон у провінції Суруга»
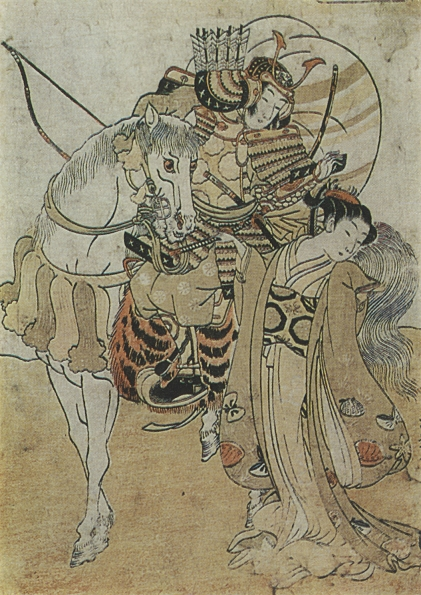
Корюсай. «Прощання вояка-самурая з нареченою»

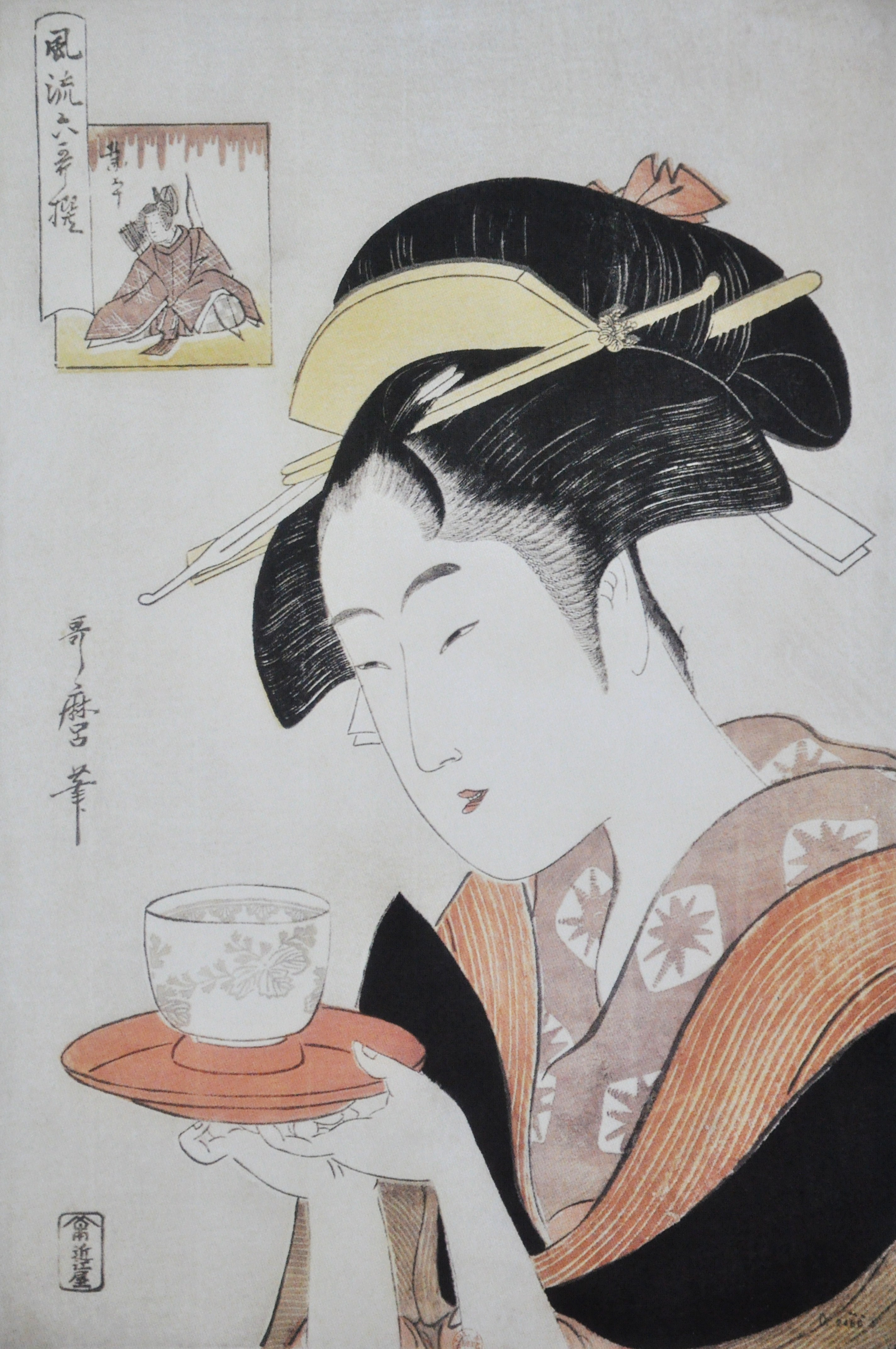
Утамаро. «Красуня Нанівая з чайного будиночка Окіта», 1796
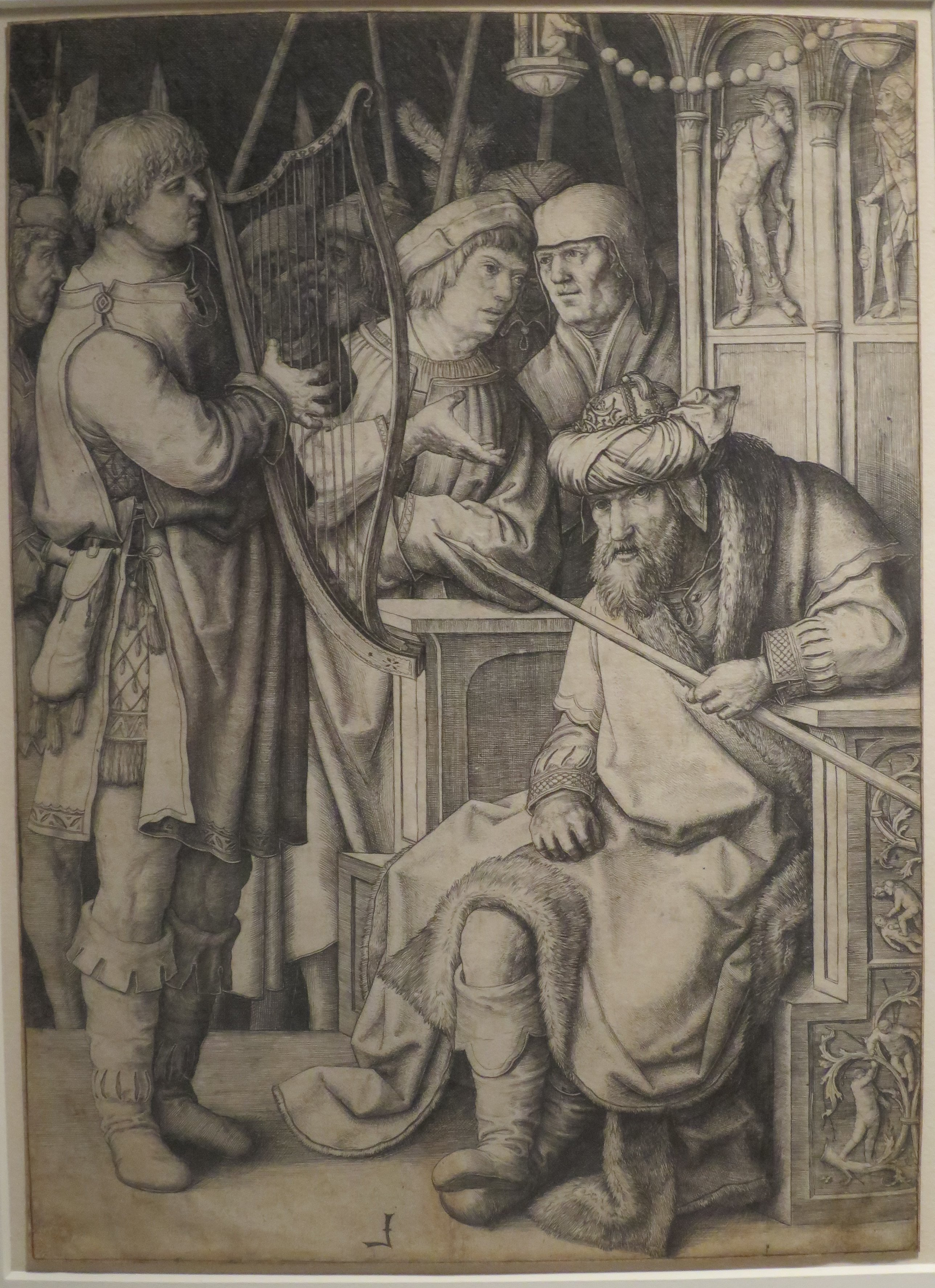
Лука Лейденський. Давид грає перед царем Саулом, бл. 1509
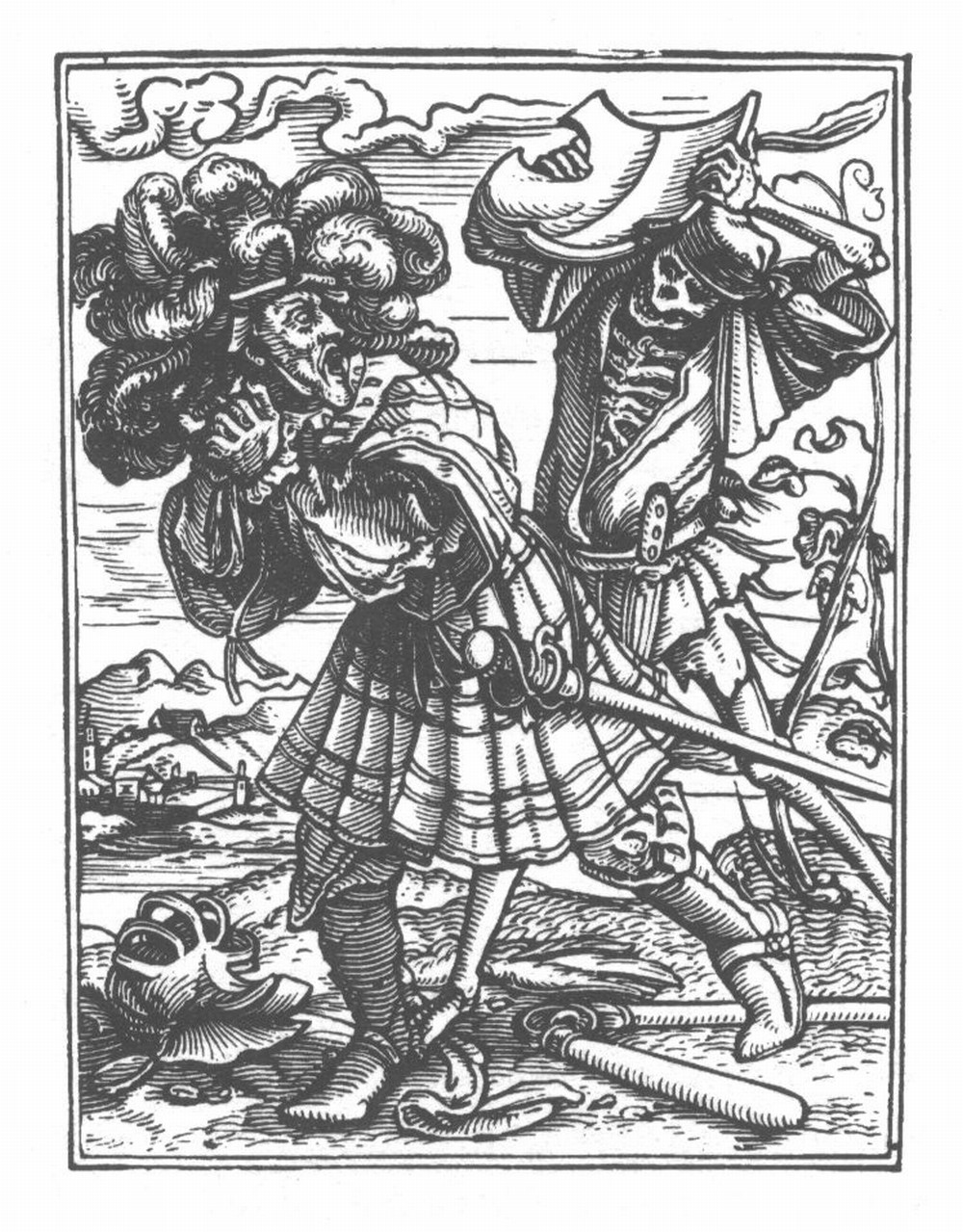
Ганс Гольбейн молодший, серія «Танок смерті», аркуш 32
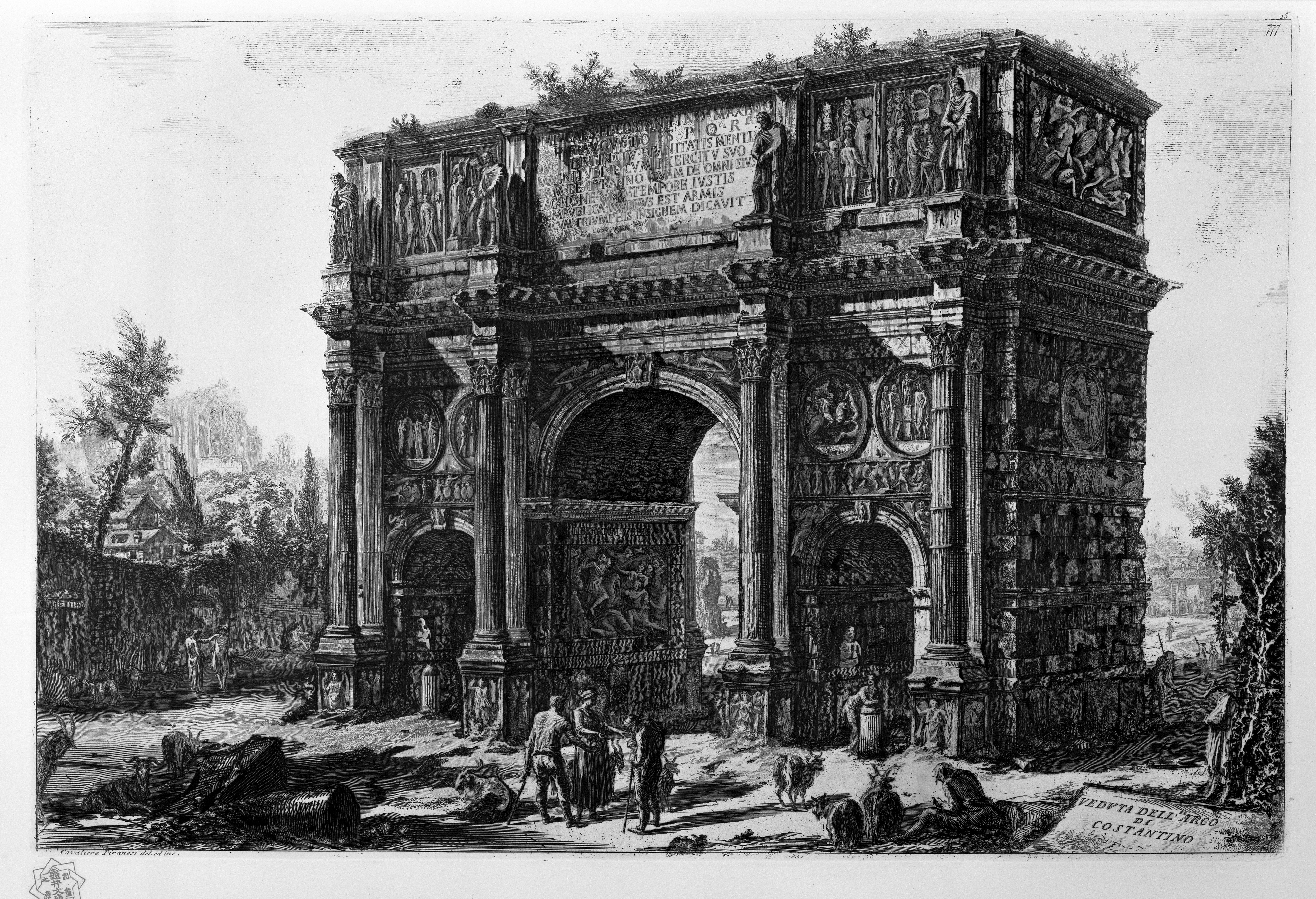
Піранезі. «Арка імператора Константина, Рим», серія «Краєвиди Рима» до 1774
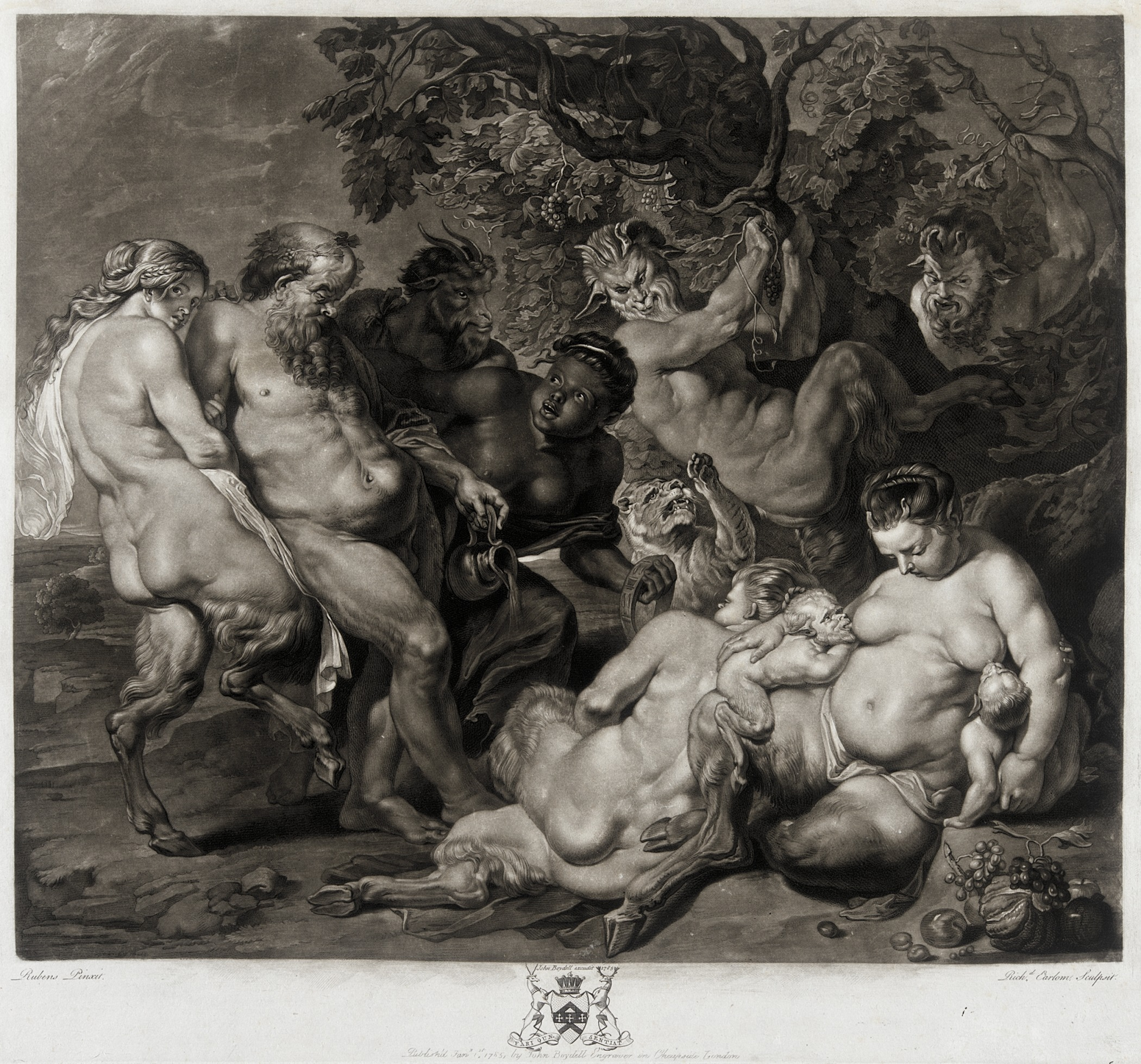
Ричард Ірлом (1743—1822). За композицією П. П. Рубенса «Вакханалія», меццо-тінто

## Будівлі
У повній згоді із «Заповітом» Богдана Ханенка (1917) та «Дарчою заявою» Варвари Ханенко (1918) їхня київська садиба по вул. Терещенківській, 15 стала простором музею мистецтв. Рішенням київської влади в 1986 році до складу Музею Ханенків було включено сусідній будинок — історичний дім Сахновських, близьких родичів Ханенків (Терещенківська, 17). 2006 року на другому поверсі дому відкрито постійну експозицію колекції мистецтва Азії.

### Будинок Ханенків

Парадні сходи будинку Ханенків. Фото М. Андреєва.

Історія дому сягає початку 1880-х, коли цукропромисловець Нікола Терещенко, батько Варвари Ханенко, придбав велику земельну ділянку з триповерховим домом на тоді новій київській вулиці — Олексіївській. Упродовж 1882—1888 років на вільній частині ділянки було зведено ще один дім — двоповерховий із чолового фасаду, триповерховий із двору. Архітектором проекту був, найбільш ймовірно, Робет-Фрідріх Мельцер. 1888 року Нікола Терещенко передає новозбудований дім та частину земельної ділянки у власність своїй старшій доньці Варварі.
Ханенків надила європейська мода на історичні стилізації в архітектурі. За їхнім замовленням у залах першого і другого поверху було втілено оригінальні архітектурно-художні проекти зі стилізації інтер'єру «в дусі» певної історичної епохи. Так у домі з'явилися «готична» і «ренесансна» вітальні, кабінет у стилі рококо, голландська «бюргерська» їдальня. Серед архітекторів та художників, які доклалися до оформлення будинку Ханенків, згадують Леонардо Марконі, Пєтра Бойцова, Вільгельма Котарбінського, Михаїла Врубеля, Адріана Прахова. На відміну від артистичного вишуку приміщень першого і другого поверху, житлові покої родини Ханенків на третьому — «антресольному» — поверсі дому були оздоблені вельми скромно, навіть аскетично. Приватна галерея Ханенків, як свідчать старовинні архівні фото дому, багаторазово змінювала свою «експозицію», залежно від зміни захоплень колекціонерів.
У період Другої світової війни в музеї, за не підтвердженими документально даними, в будинку музею розміщувався офіцерський клуб нацистів. Руйнування, яких дім зазнав у ході війни, спонукали керівництво музею демонтувати частину історичних архітектурних комплексів залів. Зокрема, було назавжди втрачено інтер'єр «Дельфтської їдальні».
У результаті капітального ремонту та реставрації будинку в 1986—1998 роках більшість унікальних ханенківських інтер'єрів вдалося відновити. На чоловому фасаді між вікнами другого поверху знову посів своє місце герб роду Ханенків. Сьогодні у будинку діє постійна експозиція мистецтва Європи, Візантії та Стародавнього світу.

### Будинок Сахновських

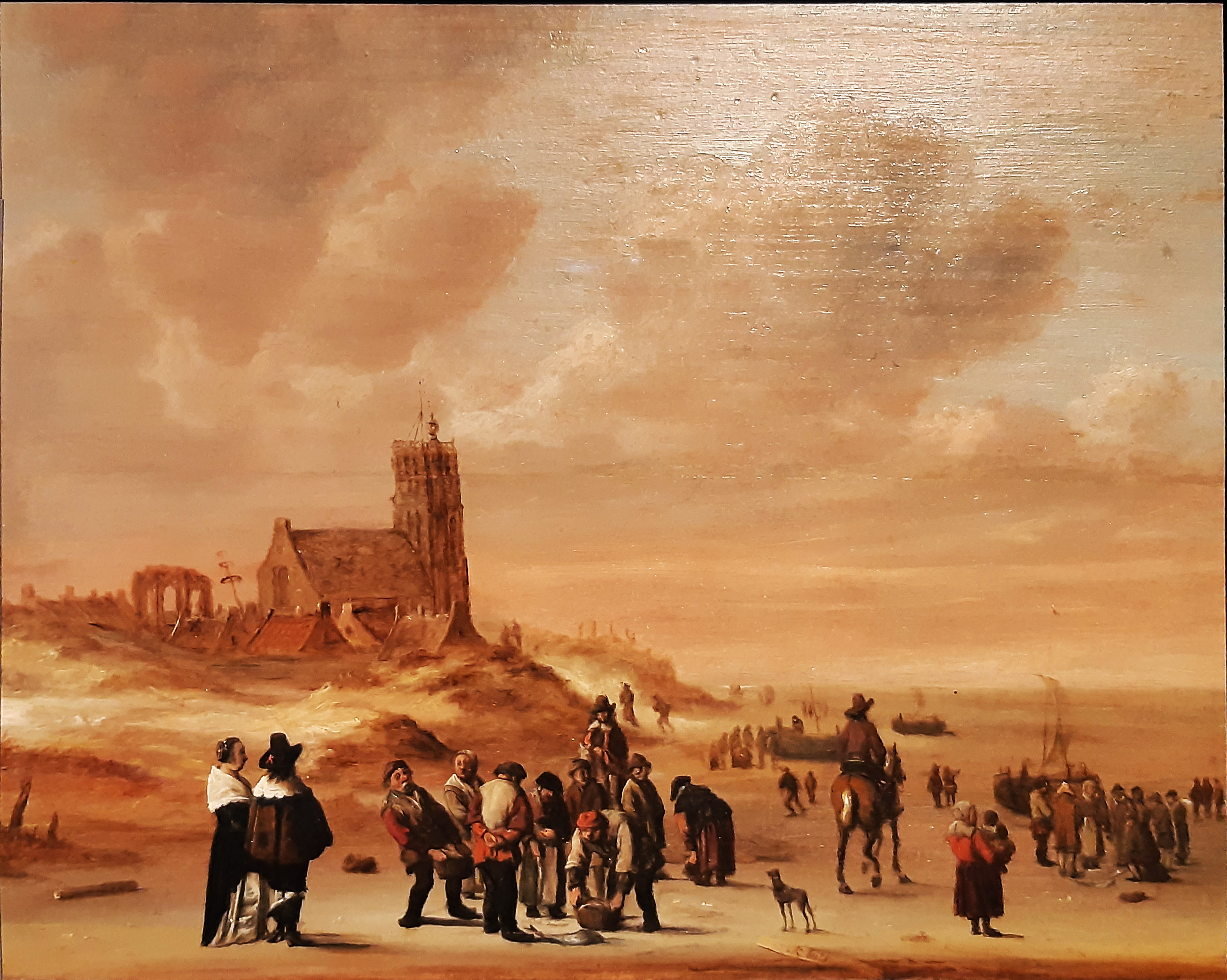
Повернена картина Корнеліса Бельта «Морське узбережжя поблизу Егмонда-аан-Зее»

Історичний дім Сахновських, розташований по вулиці Терещенківській 17, було побудовано 1878 року Аделаїдою Сулимовською за проектом архітектора Володимира Ніколаєва. Триповерховий із вулиці, дім мав 5 поверхів із двору. На відміну від зведеного по сусідству десятиліттям пізніше особняка Ханенків, будинок був задуманий як прибутковий — призначений для здачі квартир в оренду.
Чоловий фасад дому оформлено в стилі еклектики з елементами неоренесансу. Зокрема неоренесансні мотиви відчутні у круглих медальйонах із витонченими скульптурними голівками, що оздоблюють вікна другого поверху, у колонках та пілястрах коринфського ордера в декорі вікон 2 та 3 поверхів. У вересні 1882 року А. Сулимовська продала ділянку і будинок заможному підприємцю Ніколі Терещенку. Той розділив землю на дві менші ділянки. Ділянку з домом у 1899 (1900?) році Терещенко подарував своїй наймолодшій доньці Єфросинії, в шлюбі Сахновській. Подружжя Сахновських мешкало в будинку до 1917 року — року смерті чоловіка Єфросинії Володимира Сахновського. 1919 року садибу придбав присяжний повірений Сергій Пістряк, який став її останнім приватним власником. Після націоналізації будинок садиби використовувався як житловий.
Рішенням київської влади із 1986 році будинок було передано Музею Ханенків (тоді — Київському музею західного та східного мистецтва). У 2001—2005 роках у будинку було проведено ремонтно-реставраційні роботи, в ході яких приміщення першого та другого поверху оформлено як публічні простори музею. На третьому поверсі розташовано адміністративні та господарські служби. Крім цього, між домом Ханенків і домом Сахновських було створено внутрішній перехід на рівні другого поверху.

2006 року в домі Сахновських відкрито другу частину постійної експозиції Музею Ханенків — «Мистецтво Азії». У чотирьох залах другого поверху представлено вибрані твори ключових азійських зібрань: «Мистецтво індуїзму та буддизму», «Мистецтво Китаю», «Мистецтво ісламу», «Мистецтво Японії».  На першому поверсі розміщено Наукову бібліотеку музею та виставкові зали, а також вестибюль, гардероб, касу та крамницю музею.

## Дар Василя Щавинського

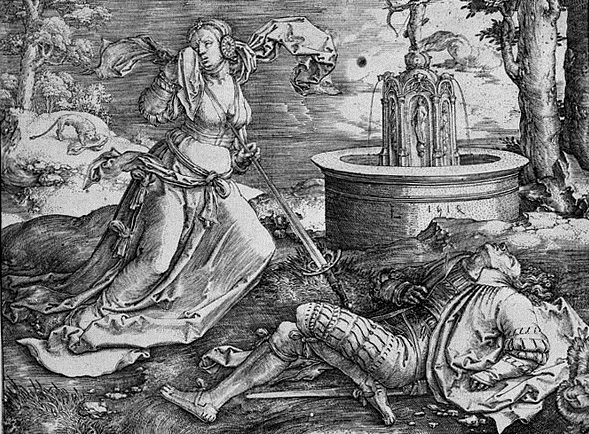
Лука Лейденський. Пірам і Фісба, 1514 р.

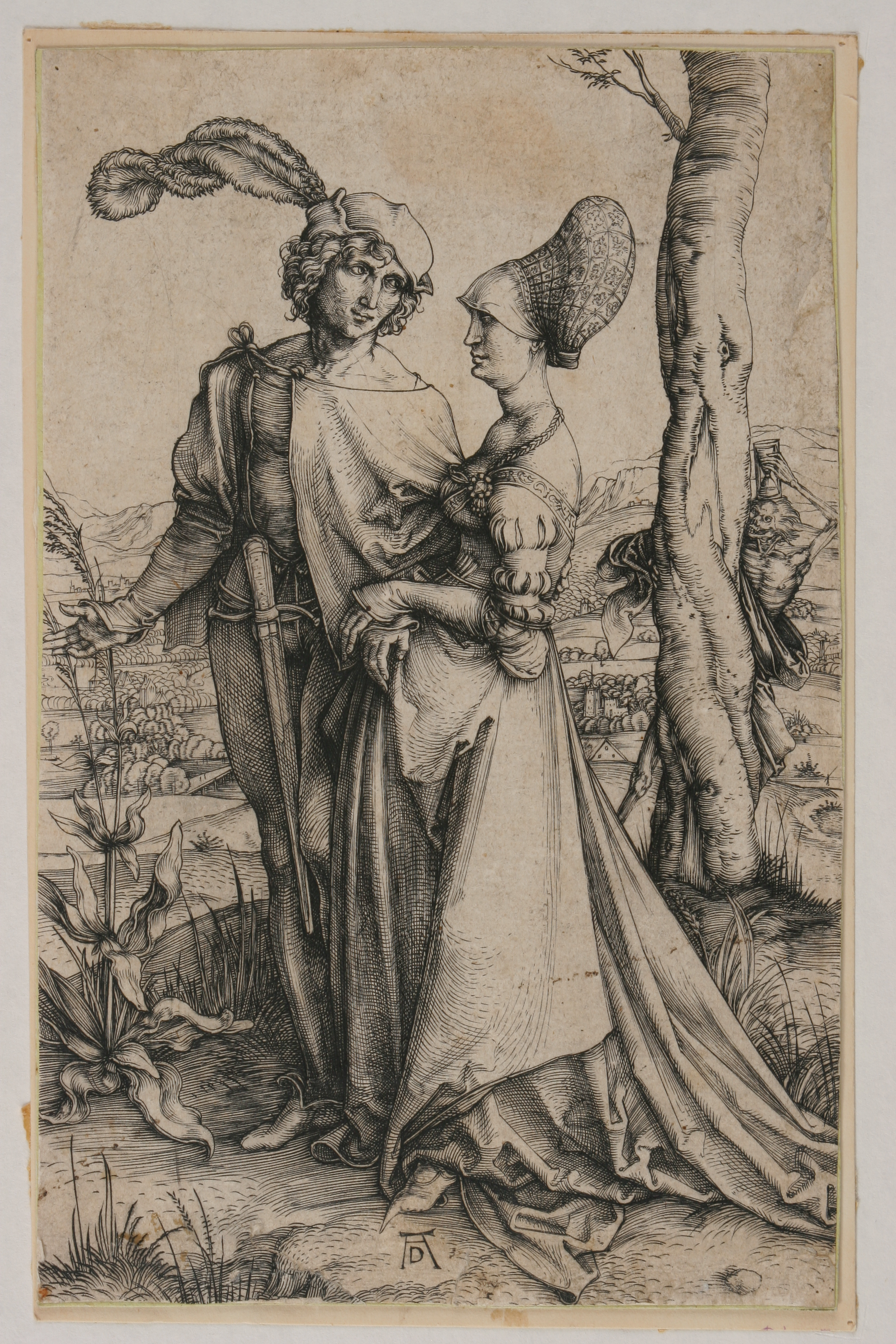
Альбрехт Дюрер. Прогулянка (Він, вона та смерть із пісочним годинником), до 1498 року.

В кінці січня 2020 року музей нарешті дочекався можливості підсумувати внесок, що зробив Василь Щавинський у київський музей. Цим підсумком стала виставка «Дар Василя Щавинського». Зі ста шістдесяти дев'яти (169) творів мистецтва, переданих до музею Ханенків, в колекції залишилось близько двадцяти п'яти та декілька речей декоративно-ужиткового мистецтва (вироби з прозорого та кольорового скла, фаянс із Делфта та Ліможа). Частка картин пройшла реставрацію, що надало можливість як надати їх на виставку, так і згодом перенести до експозицій. «Символічний букет у скляній вазі» 1654 року пензля художника Мішеля де Булена був винесений на афішу виставкового заходу. Якщо первісний склад живопису з колекції Щавинського не мав творів провідних майстрів (винятки одиничні), то майстри другого ряду дивували розмаїттям тем і жанрів навіть у тому значно урізаному варіанті, котрий представлений на виставці. Це міфологічні сцени («Нептун, що заспокоює шторм, насланий богом вітру Еолом на флот героя Енея» за гравюрою Маркантоніо Раймонді, анекдотичний «Сатир у гостях у селянській родині» за гравюрою Віллема ван Херпа), натюрморти (Віллем Ормеа «Риби на узбережжі», Ян Войцех Ангермайєр «Вишні і малина» 1737 р., Джованні Доменіко Валентино «Інструментарій алхіміка»), чудовий пейзаж (Ян Куленбір «Замок-фортеця біля річки»), побутовий жанр (Віллем Калф «Комора, де служниця миє посуд»).
До шедеврів виставки належать гравюри роботи Луки Лейденського. Різкувата манера митця сповіщала його гравюрам додаткову напругу, присмак драматизму навіть тоді, коли він подавав побутові сцени (його «Доярка», щойно подоїла корову, але в фігурі жінки лише невдоволення та втома від важкої щоденної праці). Драматична манера Лейденського цілком виправдана в аркуші «Пірам і Фісба», де йдеться про долю нещасних закоханих (вона і прикрасила виставку). Історію виклав ще Овідій у «Метаморфозах», а потім її підхопили і літератори, і мозаїчисти, і гравери, і навіть майстри вітражів. Лейденський не забув ні померлого Пірама, ні відчай Фісби, що знайшла мертвого коханого, ні левицю, що стала причиною трагедії помилок. За джерелом вавилонські закохані мали зустрітися біля дерева шовковиці, дерева на гравюрі є, але невідомо, чи є серед них шовковиця. Несподівану світлу ноту в драматичну композицію внесло зображення маленького ренесансного фонтана, прикрашеного скульптуркою Амура з луком зі стрілою та монограмою Лейденського та датою.
Навпаки, голландець Абрахам ван Калрат, автор нудних картин з зображенням коней і побутових сцен, представлений на виставці приємним натюрмортом із посудом і фруктами, абсолютно позбавленим тривог чи драматизму. Київський натюрморт ван Калрата — свідоцтво усталеного добробуту і спокою, що переходить у монотонність. Такі ж безтривожні його натюрморти в колекціях музеїв Роттердама, Варшави, Гааги, Амстердама, голландського Отерло.
Сам Василь Щавинський звертав увагу на маньєристів Фландрії та Голландії, враховуючи вплив їх друкованої графики на свідомість митців України (граверів та майстрів стінописів XVII—XVIII ст.) В музей графічну збірку Щавинського спромоглися повернути тільки 1931 року. Цей розділ виставки, можливо, найбільш цікавий та несподіваний, де сусідують гравюрні портрети (художник Егідіус Мостарт), біблійні теми (історія блудного сина), баталії і навіть кумедні мавпи, зображення котрих так полюбляли майстри Фландрії. Музей Ханенків не має типових картин фламандця Карнеліса де Валя, що оселився у Генуї в Італії. Тим приємніше було побачити його графічні твори («Обідня пора в порту»). Маньєризм у Нідерландах привніс у твори мистецтва психологічну насиченість, тривожність, попередження про небезпеку нерозсудливої поведінки людей, філософські узагальнення, притаманні графіці Мартена де Воса (1532—1603) «Історія родини Сета. Розбещеність людства», серія «Пізнання добра і зла» або вигадливі гравюри з серії «Поєднані чесноти». Залишається тільки пожалкувати, що в 20 столітті пропали з колекцій Щавинського картини Геррі мет де Блеса (бл. 1480- бл. 1550), Пітера Артсена (1508—1575), Клааса Берхема (1620—1683), Пауля Бріля (1554—1626), Франса Флориса (бл. 1516—1570), Пітера Ластмана (1583—1633), Гендріка Гольциуса (1558—1617), Пітера Кваста (1605—1647), Корнеліса де Хема (1631—1695), Мельхіора де Гондекутера (1636—1695), бо перелік втрат починає сприйматися безкінечним. Їх дійсно не вистачає на такій виставці.

## Директори
- Макаренко Микола Омелянович (1877—1938), профессор, розстріляний за відмову підписати погодження на підрив споруди Михайлівського Золотоверхого собору в Києві.
- Врона Іван Іванович (1887—1970), член КПРС с 1920 року, що мав сумнівне ставлення до музею Ханенків. В добу хаотичних рреволюційних перетворень старого на нове також ректор Київського художнього інституту і водночас директор одного з київських театрів. В 1933 році був репресований та на два роки запроторений до концентраційного табору на Далекому Сході Росії. Згодом реабілітований.
- Овчинников Василь Федорович (1907—1978), художник за фахом. Отримав призначення на посаду директора музею 1936 р. , а 1941 р. призваний до лав Червоної Армії. На час його відсутності в Києві директоркою музею зробили Малашенко Ольгу Михайлівну, котра пробула директоркою всього декілька днів, бо Київ захопили фашиські загарбники. а посада радянської директорки миттєво стала фікцією без будь яких впливів на фашиську адміністрацію.
- Гіляров Сергій Олексійович (1887 — 1946), колишній науковий секретар музею, професор Київського Художнього Інституту. Був призначений директором німецькою окупаційною адміністрацією, під час окупації Києва Німеччиною 1941-1943 р.р.
- Після кривавого звільнення Києва до роковин більшовицького перевороту у листопаді 1943 директорську посаду повернули відізваному з армії Овчиннікову Василю Федоровичу. Музей вступив у період довгої стагнації та втрати експонатів, котрі цілими партіями і колекціями передали у міста Донецьк, Луганськ, Херсон, Миколаїв, Полтаву, Одесу.
- Виноградова Віра Іллівна, котра розпочала реконструкцію і ремонт музею після обвалу в ньому світового ліхтаря, очолювала музей у 1996-2018 рр.[3]
- Чуєва Катерина Євгенівна, колишній зберігач античного відділку музею Ханенків, генеральний директор у 2018—2021 рр.
- Ваганова Юлія Олексіївна, в.о. генеральної директорки з 2021 року.

## У кінематографі
- 1992 року Київська студія «Тяжіння» Київнаукфільму створила документальну кінострічку «Музей Ханенків» (режисер Г. Юнда, автор сценарію В. Прокопенко, оператор О. Зорін).